# Jason Moore
Jason Moore (ur. 10 października 1988 w Bedford) – brytyjski kierowca wyścigowy.

## Kariera
Moore rozpoczął karierę w wyścigach samochodowych w 2008 roku od startów w Formule Palmer Audi, gdzie pięciokrotnie stawał na podium. Z dorobkiem 251 punktów uplasował się tam na piątej pozycji w klasyfikacji generalnej. W Autumn Trophy był również piąty. Rok później w tej samej serii był już mistrzem. W 2009 roku wystartował w 15 wyścigach z cyklu Formuły 2. Uzbierane trzy punkty dały mu 22 miejsce w klasyfikacji końcowej.

## Statystyki
| Sezon | Seria                             | Zespół            | Wyścigi | Zwycięstwa | PP | NO | Podium | Punkty | Pozycja |
| ----- | --------------------------------- | ----------------- | ------- | ---------- | -- | -- | ------ | ------ | ------- |
| 2007  | Formuła Palmer Audi               |                   | 20      | 0          | 0  | ?  | 5      | 251    | 5       |
| 2007  | Formuła Palmer Audi Autumn Trophy | 6                 | 0       | 0          | 0  | 1  | 79     | 5      |         |
| 2007  | Formuła Palmer Audi Shootout      | 3                 | 0       | 0          | 0  | 0  | 25     | 10     |         |
| 2008  | Formuła Palmer Audi               |                   | 20      | 6          | 5  | 5  | 14     | 360    | 1       |
| 2009  | Formuła 2                         | MotorSport Vision | 15      | 0          | 0  | 1  | 0      | 3      | 22      |